# Vojtech Masný
Vojtech Masný (* 8. července 1938 Chynorany) je bývalý slovenský fotbalový útočník, reprezentant Československa a držitel stříbrné medaile z olympijských her v Tokiu roku 1964. Po skončení hráčské kariéry se stal trenérem. Jeho mladší bratr Marián Masný byl také prvoligovým fotbalistou a československým reprezentantem.

## Fotbalová kariéra
V československé reprezentaci odehrál v letech 1964–1967 devět utkání a vstřelil 3 góly. Hrál za Iskru Chynorany (1952–1956), Jednotu Trenčín (1957–1958, 1960–1969, 1972–1975), Duklu Pardubice (1958–1960), First Vienna FC 1894 (1969–1972) a Považan Nové Mesto nad Váhom (1976–1978). V československé lize odehrál 246 utkání (z toho 182 za sebou bez přerušení) a vstřelil 71 branek. V rakouské lize přidal dalších 27 branek (1969/70: 5, 1970/71: 20, 1971/72: 2).

## Ligová bilance
| Ročník                                   | Zápasy | Góly | Klub                 |
| ---------------------------------------- | ------ | ---- | -------------------- |
| 1. československá fotbalová liga 1958/59 | 17     | 3    | Dukla Pardubice      |
| 1. československá fotbalová liga 1959/60 | 23     | 4    | Dukla Pardubice      |
| 1. československá fotbalová liga 1960/61 | 16     | 3    | Jednota Trenčín      |
| 2. československá fotbalová liga 1961/62 | –      | –    | Jednota Trenčín      |
| 1. československá fotbalová liga 1962/63 | 26     | 10   | Jednota Trenčín      |
| 1. československá fotbalová liga 1963/64 | 26     | 11   | Jednota Trenčín      |
| 1. československá fotbalová liga 1964/65 | 26     | 8    | Jednota Trenčín      |
| 1. československá fotbalová liga 1965/66 | 26     | 4    | Jednota Trenčín      |
| 1. československá fotbalová liga 1966/67 | 26     | 9    | Jednota Trenčín      |
| 1. československá fotbalová liga 1967/68 | 26     | 11   | Jednota Trenčín      |
| 1. československá fotbalová liga 1968/69 | 26     | 7    | Jednota Trenčín      |
| Rakouská fotbalová Bundesliga 1969/70    | 28     | 5    | First Vienna FC 1894 |
| Rakouská fotbalová Bundesliga 1970/71    | 30     | 20   | First Vienna FC 1894 |
| Rakouská fotbalová Bundesliga 1971/72    | 28     | 2    | First Vienna FC 1894 |
| 2. československá fotbalová liga 1972/73 | –      | –    | Jednota Trenčín      |
| 2. československá fotbalová liga 1973/74 | –      | –    | Jednota Trenčín      |
| 2. československá fotbalová liga 1974/75 | –      | –    | Jednota Trenčín      |
| 1. československá fotbalová liga 1975/76 | 8      | 1    | Jednota Trenčín      |
| 1. československá liga celkem            | 246    | 71   |                      |
| Rakouská fotbalová Bundesliga celkem     | 86     | 27   |                      |

## Trenérská kariéra
- 1978/79 Jednota Trenčín asistent
- 1982/83 Jednota Trenčín